# Judy Tegart
Judith «Judy» Tegart, també coneguda de casada Judy Tegart Dalton, (Melbourne, 12 de desembre de 1937) és una extennista professional australiana.
En el seu palmarès destaquen vuit títols de Grand Slam en dobles femenins i un més en dobles mixts. En total va disputar vint finals de Grand Slam en les tres categories. Va formar part de l'equip australià de Copa Federació en diverses ocasions i va guanyar les edicions de 1965 i 1970.
Va formar part del grup de dones conegudes com a "Original 9" (juntament amb Billie Jean King, Rosie Casals, Peaches Bartkowicz, Nancy Richey, Kerry Melville, Valerie Ziegenfuss, Julie Heldman i Kristy Pigeon) que es van rebel·lar contra la United States Tennis Association l'any 1970 per la desigualtat dels premis entre homes i dones. Això va permetre la creació d'un nou circuit de tennis, anomenat Virginia Slims Circuit, i que fou la base del posterior circuit professional WTA Tour.

## Biografia
Es va casar amb el doctor David Dalton el 18 de novembre de 1969 i van tenir dos fills, anomenats Samantha i David.
Després de la seva retirada es va centrar en la formació de tennistes en categories inferiors tot i que també fou capitana de l'equip australià de la Copa Federació. També va exercir com a comentarista de tennis esporàdicament a Austràlia i al Regne Unit. Amb la defunció del seu marit l'any 2009, va preferir deixar la granja que tenien al sud-oest de Victòria per tornar a establir-se a Melbourne.
L'any 2013 va entrar a l'Australian Tennis Hall of Fame i el 2019 va ser condecorada com a Membre de l'Orde d'Austràlia per la seva aportació al tennis, i als valors esportius i a la igualtat en l'esport femení.

## Torneigs de Grand Slam

### Individual: 1 (0−1)
| Resultat  | Núm. | Any  | Torneig   | Oponent          | Marcador |
| --------- | ---- | ---- | --------- | ---------------- | -------- |
| Finalista | 1.   | 1968 | Wimbledon | Billie Jean King | 7−9, 5−7 |

### Dobles femenins: 11 (8−3)
| Resultat   | Núm. | Any  | Torneig                      | Parella         | Oponents                         | Marcador      |
| ---------- | ---- | ---- | ---------------------------- | --------------- | -------------------------------- | ------------- |
| Guanyadora | 1.   | 1964 | Australian Championships     | Lesley Turner   | Robyn Ebbern Margaret Smith      | 6−4, 6−4      |
| Guanyadora | 2.   | 1966 | Internationaux de France     | Margaret Smith  | Jill Blackman Fay Toyne          | 4−6, 6−1, 6−1 |
| Finalista  | 1.   | 1966 | Wimbledon                    | Margaret Smith  | Maria Bueno Nancy Richey         | 3−6, 6−4, 4−6 |
| Guanyadora | 3.   | 1967 | Australian Championships (2) | Lesley Turner   | Lorraine Robinson Évelyne Terras | 6−0, 6−2      |
| Finalista  | 2.   | 1968 | Australian Championships     | Lesley Turner   | Karen Krantzcke Kerry Melville   | 4−6, 6−3, 2−6 |
| Guanyadora | 4.   | 1969 | Open d'Austràlia (3)         | Margaret Court  | Billie Jean King Rosemary Casals | 6−4, 6−4      |
| Guanyadora | 5.   | 1969 | Wimbledon                    | Margaret Court  | Patricia Hogan Peggy Michel      | 9−7, 6−2      |
| Guanyadora | 6.   | 1970 | Open d'Austràlia (4)         | Margaret Court  | Karen Krantzcke Kerry Melville   | 6−1, 6−3      |
| Guanyadora | 7.   | 1970 | US Open                      | Margaret Court  | Rosemary Casals Virginia Wade    | 6−3, 6−4      |
| Guanyadora | 8.   | 1971 | US Open (2)                  | Rosemary Casals | Gail Chanfreau Françoise Dürr    | 6−3, 6−3      |
| Finalista  | 3.   | 1972 | Wimbledon (2)                | Françoise Dürr  | Billie Jean King Betty Stöve     | 2−6, 6−4, 3−6 |

### Dobles mixts: 8 (1−7)
| Resultat   | Núm. | Any  | Torneig                  | Parella         | Oponents                     | Marcador       |
| ---------- | ---- | ---- | ------------------------ | --------------- | ---------------------------- | -------------- |
| Finalista  | 1.   | 1963 | US Championships         | Ed Rubinoff     | Margaret Smith Ken Fletcher  | 6−3, 6−8, 2−6  |
| Finalista  | 2.   | 1964 | US Championships (2)     | Ed Rubinoff     | Margaret Smith John Newcombe | 6−10, 6−4, 3−6 |
| Finalista  | 3.   | 1965 | Wimbledon                | Tony Roche      | Margaret Smith Ken Fletcher  | 10−12, 3−6     |
| Finalista  | 4.   | 1965 | US Championships (3)     | Frank Froehling | Margaret Smith Fred Stolle   | 2−6, 2−6       |
| Guanyadora | 1.   | 1966 | Australian Championships | Tony Roche      | Robyn Ebbern William Bowrey  | 6−1, 6−3       |
| Finalista  | 5.   | 1967 | Australian Championships | Tony Roche      | Lesley Turner Owen Davidson  | 7−9, 4−6       |
| Finalista  | 6.   | 1969 | Wimbledon (2)            | Tony Roche      | Ann Haydon Fred Stolle       | 2−6, 3−6       |
| Finalista  | 7.   | 1970 | US Open (4)              | Frew McMillan   | Margaret Court Marty Riessen | 4−6, 4−6       |

## Palmarès

### Individual: 26 (10−16)
| Títols per superfície |
| --------------------- |
| Dura (2−0)            |
| Gespa (5−11)          |
| Terra batuda (3−5)    |

| Resultat   | Núm. | Data                   | Torneig                      | Superfície   | Oponent          | Marcador      |
| ---------- | ---- | ---------------------- | ---------------------------- | ------------ | ---------------- | ------------- |
| Finalista  | 1.   | 9 d'octubre de 1961    | Glen Iris, Austràlia         | Gespa        | Beverley Rae     | 3−6, 2−6      |
| Finalista  | 2.   | 4 de juny de 1962      | Manchester, Regne Unit       | Gespa        | Darlene Hard     | 3−6, 2−6      |
| Finalista  | 3.   | 10 de novembre de 1963 | Sydney, Austràlia            | Gespa        | Margaret Smith   | 1−6, 3−6      |
| Finalista  | 4.   | 26 de desembre de 1963 | Melbourne, Austràlia         | Gespa        | Margaret Smith   | 1−6, 0−6      |
| Guanyadora | 1.   | 21 de setembre de 1964 | Berkeley, Estats Units       | Dura         | Mimi Arnold      | 6−2, 6−4      |
| Finalista  | 5.   | 12 de juliol de 1965   | Hoylake, Regne Unit          | Gespa        | Margaret Smith   | 4−6, 4−6      |
| Guanyadora | 2.   | 27 de setembre de 1965 | Berkeley (2)                 | Dura         | Rosemary Casals  | 6−4, 3−6, 7−5 |
| Finalista  | 6.   | 15 de juliol de 1967   | Hoylake (2)                  | Gespa        | Virginia Wade    | 3−6, 4−6      |
| Guanyadora | 3.   | 20 de novembre de 1967 | Sydney                       | Gespa        | Margaret Court   | Renúncia      |
| Guanyadora | 4.   | 11 de desembre de 1967 | Adelaida, Austràlia          | Gespa        | Billie Jean King | 4−6, 6−1, 6−4 |
| Finalista  | 7.   | 8 de gener de 1968     | Hobart, Austràlia            | Gespa        | Billie Jean King | 2−6, 4−6      |
| Guanyadora | 5.   | 27 de maig de 1968     | Surbiton, Regne Unit         | Gespa        | Christine Janes  | 10−8, 6−4     |
| Finalista  | 8.   | 24 de juny de 1968     | Wimbledon, Regne Unit        | Gespa        | Billie Jean King | 7−9, 5−7      |
| Finalista  | 9.   | 22 de juliol de 1968   | Hilversum, Països Baixos     | Terra batuda | Margaret Court   | 6−8, 0−6      |
| Finalista  | 10.  | 5 d'agost de 1968      | Hamburg, Alemanya Occidental | Terra batuda | Annette Van Zyl  | 1−6, 5−7      |
| Finalista  | 11.  | 7 d'abril de 1969      | Charlotte, Estats Units      | Terra batuda | Margaret Court   | 1−6, 1−6      |
| Finalista  | 12.  | 14 d'abril de 1969     | Houston, Estats Units        | Terra batuda | Margaret Court   | 6−3, 5−7, 1−6 |
| Finalista  | 13.  | 26 de maig de 1969     | Surbiton                     | Gespa        | Mary-Ann Eisel   | 6−4, 4−6, 6−8 |
| Guanyadora | 6.   | 4 d'agost de 1969      | Hamburg, Alemanya Occidental | Terra batuda | Helga Masthoff   | 6−3, 6−4      |
| Guanyadora | 7.   | 12 d'agost de 1969     | Kitzbühel, Àustria           | Terra batuda | Pat Walkden      | 8−6, 6−2      |
| Finalista  | 14.  | 21 de setembre de 1970 | Houston (2)                  | Terra batuda | Rosemary Casals  | 7−5, 1−6, 5−7 |
| Guanyadora | 8.   | 24 de maig de 1971     | Surbiton (2)                 | Gespa        | Joyce Barclay    | 9−8, 6−2      |
| Guanyadora | 9.   | 7 de juny de 1971      | Chichester, Regne Unit       | Gespa        | Janet Newberry   | 6−1, 6−4      |
| Finalista  | 15.  | 5 de juliol de 1971    | Newport, Regne Unit          | Gespa        | Virginia Wade    | 3−6, 4−6      |
| Finalista  | 16.  | 19 de juny de 1972     | Eastbourne, Regne Unit       | Gespa        | Françoise Dürr   | 6−8, 3−6      |
| Guanyadora | 10.  | 16 de novembre de 1975 | Melbourne                    | Terra batuda | Kym Ruddell      | 6−2, 6−3      |

### Dobles femenins: 99 (56−43)
| Títols per superfície |
| --------------------- |
| Dura (5−10)           |
| Gespa (30−18)         |
| Terra batuda (18−7)   |
| Moqueta (2−7)         |

| Resultat   | Núm. | Data                   | Torneig                             | Superfície   | Parella            | Oponents                             | Marcador            |
| ---------- | ---- | ---------------------- | ----------------------------------- | ------------ | ------------------ | ------------------------------------ | ------------------- |
| Finalista  | 1.   | 11 d'octubre de 1959   | Glen Iris, Austràlia                | Gespa        | Margo Rayson       | Lorraine Coghlan Margaret Smith      | 1−6, 6−4, 6−8       |
| Finalista  | 2.   | 28 de desembre de 1961 | Sydney, Austràlia                   | Gespa        | Margaret Smith     | Darlene Hard Mary Carter Reitano     | 3−6, 4−6            |
| Guanyadora | 1.   | 23 de juliol de 1962   | Hilversum, Països Baixos            | Terra batuda | Eva Duldig         | Marlene Gerson Sandra Reynolds Price | 6−3, 6−3            |
| Finalista  | 3.   | 24 de setembre de 1962 | Berkeley, Estats Units              | Dura         | Elizabeth Starkie  | Maria Bueno Darlene Hard             | 4−6, 2−6            |
| Finalista  | 4.   | 22 de novembre de 1962 | Sydney (2)                          | Gespa        | Elizabeth Starkie  | Jan Lehane Lesley Turner             | 4−6, 3−6            |
| Guanyadora | 2.   | 12 d'octubre de 1963   | Melbourne, Austràlia                | Terra batuda | Lesley Turner      | Lynne Hutchings Maureen Pratt        | 6−3, 8−6            |
| Guanyadora | 3.   | 26 de desembre de 1963 | Melbourne (2)                       | Gespa        | Margaret Smith     | Cheryl Begbie Judith Robinson        | 6−0, 6−0            |
| Guanyadora | 4.   | 13 de gener de 1964    | Australian Championships, Austràlia | Gespa        | Lesley Turner      | Robyn Ebbern Margaret Smith          | 6−4, 6−4            |
| Finalista  | 5.   | 27 de març de 1964     | Albury, Austràlia                   | Gespa        | Lesley Turner      | Kerry Melville Margaret Smith        | 1−6, 1−6            |
| Guanyadora | 5.   | 21 de setembre de 1964 | Berkeley                            | Dura         | Rita Bentley       | Jane Albert Rosie Darmon             | 4−6, 10−8, 6−3      |
| Finalista  | 6.   | 3 de desembre de 1964  | Melbourne                           | Gespa        | Margaret Smith     | Robyn Ebbern Billie Jean Moffitt     | 7−9, 6−1, 4−6       |
| Guanyadora | 6.   | 3 de febrer de 1965    | Auckland, Nova Zelanda              | Gespa        | Jill Blackman      | Elaine Becroft Ruia Morrison         | 9−7, 7−9, 6−1       |
| Finalista  | 7.   | 31 de maig de 1965     | Manchester, Regne Unit              | Gespa        | Rita Bentley       | Margaret Smith Lesley Turner         | 5−7, 4−6            |
| Finalista  | 8.   | 19 de juny de 1965     | Hilversum                           | Terra batuda | Lesley Turner      | Françoise Dürr Jeanine Lieffrig      | 6−8, 6−2, 4−6       |
| Finalista  | 9.   | 5 de juliol de 1965    | Birmingham, Regne Unit              | Gespa        | Ann Haydon-Jones   | Margaret Smith Lesley Turner         | 4−6, 6−1, 2−6       |
| Guanyadora | 7.   | 12 de juliol de 1965   | Hoylake, Regne Unit                 | Gespa        | Margaret Smith     | Rita Bentley Jill Blackman           | 6−1, 7−5            |
| Guanyadora | 8.   | 11 d'agost de 1965     | Moscou, URSS                        |              | Margaret Smith     | Francesca Gordigiani Lucia Bassi     | 6−1, 6−1            |
| Guanyadora | 9.   | 27 de setembre de 1965 | Berkeley (2)                        | Dura         | Carole Caldwell    | Rosemary Casals Cecilia Martinez     | 6−1, 6−2            |
| Finalista  | 10.  | 2 de novembre de 1965  | Brisbane, Austràlia                 | Gespa        | Carole Caldwell    | Margaret Smith Lesley Turner         | 4−6, 6−4, 2−6       |
| Guanyadora | 10.  | 8 de desembre de 1965  | Adelaida, Austràlia                 | Gespa        | Lesley Turner      | Elizabeth Fenton Madonna Schacht     | 7−5, 6−2            |
| Guanyadora | 11.  | 4 de gener de 1966     | Perth, Austràlia                    | Gespa        | Margaret Smith     | Carole Caldwell Nancy Richey         | Renúncia            |
| Guanyadora | 12.  | 23 de maig de 1966     | Internationaux de France, França    | Terra batuda | Margaret Smith     | Jill Blackman Fay Toyne              | 4−6, 6−1, 6−1       |
| Guanyadora | 13.  | 5 de juny de 1966      | Beckenham, Regne Unit               | Gespa        | Margaret Smith     | Vicky Berner Esme Emanuel            | 6−3, 6−2            |
| Finalista  | 11.  | 27 de juny de 1966     | Wimbledon, Regne Unit               | Gespa        | Margaret Smith     | Maria Bueno Nancy Richey             | 3−6, 6−4, 4−6       |
| Guanyadora | 14.  | 26 de setembre de 1966 | Berkeley (3)                        | Dura         | Rosemary Casals    | Winnie Shaw Virginia Wade            | 6−1, 6−4            |
| Guanyadora | 15.  | 8 de desembre de 1966  | Adelaida (2)                        | Gespa        | Lesley Turner      | Rosemary Casals Nancy Richey         | 7−5, 6−4            |
| Guanyadora | 16.  | 20 de gener de 1967    | Australian Championships (2)        | Gespa        | Lesley Turner      | Évelyne Terras Lorraine Coghlan      | 6−0, 6−2            |
| Guanyadora | 17.  | 15 de juliol de 1967   | Hoylake (2)                         | Gespa        | Helen Gourlay      | Christine Truman Virginia Wade       | 6−4, 6−3            |
| Guanyadora | 18.  | 1 d'agost de 1967      | Hamburg, Alemanya Occidental        | Terra batuda | Lesley Turner      | Françoise Dürr Gail Sherriff         | 8−6, 6−1            |
| Finalista  | 12.  | 25 de setembre de 1967 | Berkeley (2)                        | Dura         | Françoise Dürr     | Rosemary Casals Billie Jean King     | 3−6, 4−6            |
| Finalista  | 13.  | 8 de gener de 1968     | Hobart, Austràlia                   | Gespa        | Mary-Ann Eisel     | Margaret Court Gail Sherriff         | 6−8, 6−0, 4−6       |
| Finalista  | 14.  | 19 de gener de 1968    | Australian Championships            | Gespa        | Lesley Turner      | Karen Krantzcke Kerry Melville       | 6−4, 3−6, 2−6       |
| Guanyadora | 19.  | 27 de maig de 1968     | Surbiton, Regne Unit                | Gespa        | Robin Blakelock    | Winnie Shaw Joyce Barclay            | 10−8, 6−3           |
| Finalista  | 15.  | 3 de juny de 1968      | Manchester (2)                      | Gespa        | Betty Rosenquest   | Margaret Smith Virginia Wade         | 3−6, 4−6            |
| Finalista  | 16.  | 22 de juliol de 1968   | Hilversum (2)                       | Terra batuda | Astrid Suurbeek    | Annette Van Zyl Pat Walkden          | 2−6, 6−3, 3−6       |
| Finalista  | 17.  | 5 d'agost de 1968      | Hamburg                             | Terra batuda | Winnie Shaw        | Annette Van Zyl Pat Walkden          | 3−6, 5−7            |
| Finalista  | 18.  | 23 de novembre de 1968 | Adelaida                            | Gespa        | Lesley Hunt        | Karen Krantzcke Kerry Melville       | 1−6, 2−6            |
| Guanyadora | 20.  | 1 de gener de 1969     | Perth (2)                           | Gespa        | Margaret Smith     | Françoise Dürr Ann Haydon-Jones      | 6−4, 6−4            |
| Guanyadora | 21.  | 6 de gener de 1969     | Melbourne (3)                       | Gespa        | Margaret Smith     | Karen Krantzcke Kerry Melville       | 3−6, 6−3, 6−2       |
| Guanyadora | 22.  | 13 de gener de 1969    | Sydney                              | Gespa        | Margaret Smith     | Rosemary Casals Billie Jean King     | 15−13, 4−6, 6−3     |
| Guanyadora | 23.  | 20 de gener de 1969    | Open d'Austràlia (3)                | Gespa        | Margaret Smith     | Rosemary Casals Billie Jean King     | 6−4, 6−4            |
| Guanyadora | 24.  | 25 de febrer de 1969   | Curaçao, Antilles Neerlandeses      | Dura         | Margaret Smith     | Julie Heldman Nancy Richey           | 6−4, 6−2            |
| Guanyadora | 25.  | 3 de març de 1969      | Caracas, Veneçuela                  | Dura         | Margaret Smith     | Karen Krantzcke Kerry Melville       | 7−5, 8−6            |
| Guanyadora | 26.  | 11 de març de 1969     | Barranquilla, Colòmbia              | Terra batuda | Margaret Smith     | Karen Krantzcke Kerry Melville       | 6−2, 6−4            |
| Guanyadora | 27.  | 19 de març de 1969     | Fort Lauderdale, Estats Units       | Terra batuda | Margaret Smith     | Karen Krantzcke Virginia Wade        | 6−3, 3−6, 6−3       |
| Guanyadora | 28.  | 7 d'abril de 1969      | Charlotte, Estats Units             | Terra batuda | Margaret Court     | Lesley Turner Mary-Ann Eisel         | 6−4, 6−2            |
| Guanyadora | 29.  | 14 d'abril de 1969     | Houston, Estats Units               | Terra batuda | Margaret Court     | Karen Krantzcke Kerry Melville       | 6−4, 6−3            |
| Guanyadora | 30.  | 28 d'abril de 1969     | Bournemouth, Regne Unit             | Terra batuda | Margaret Court     | Ada Bakker Marijke Jansen            | 6−1, 6−4            |
| Guanyadora | 31.  | 26 de maig de 1969     | Surbiton (2)                        | Gespa        | Winnie Shaw        | Betty Stöve Joyce Barclay            | 6−4, 7−5            |
| Finalista  | 19.  | 5 de maig de 1969      | Guildford, Regne Unit               | Terra batuda | Margaret Court     | Elizabeth James Maryna Godwin        | Renúncia            |
| Guanyadora | 32.  | 9 de juny de 1969      | Bristol, Regne Unit                 | Gespa        | Margaret Court     | Rosemary Casals Billie Jean King     | 6−4, 6−2            |
| Guanyadora | 33.  | 23 de juny de 1969     | Wimbledon                           | Gespa        | Margaret Court     | Patti Hogan Peggy Michel             | 9−7, 6−2            |
| Guanyadora | 34.  | 28 de juliol de 1969   | Eastbourne, Regne Unit              | Gespa        | Margaret Court     | Christine Janes Nell Truman          | 6−3, 3−6, 6−3       |
| Guanyadora | 35.  | 4 d'agost de 1969      | Hamburg (2)                         | Terra batuda | Helga Masthoff     | Edda Buding Helga Schultze           | 6−1, 6−4            |
| Guanyadora | 36.  | 12 d'agost de 1969     | Kitzbühel, Àustria                  | Terra batuda | Pat Walkden        | Marianna Brummer Anita Van Deventer  | 6−0, 6−3            |
| Guanyadora | 37.  | 5 de gener de 1970     | Hobart                              | Gespa        | Margaret Court     | Karen Krantzcke Kerry Melville       | 5−7, 8−6, 6−2       |
| Guanyadora | 38.  | 10 de gener de 1970    | Melbourne (4)                       | Gespa        | Margaret Court     | Karen Krantzcke Kerry Melville       | 6−3, 6−4            |
| Guanyadora | 39.  | 19 de gener de 1970    | Open d'Austràlia (4)                | Gespa        | Margaret Smith     | Karen Krantzcke Kerry Melville       | 6−1, 6−3            |
| Finalista  | 20.  | 6 d'abril de 1970      | Durban, Sud-àfrica                  | Dura         | Margaret Court     | Rosemary Casals Billie Jean King     | 5−7, 3−6            |
| Guanyadora | 40.  | 27 d'abril de 1970     | Bournemouth (2)                     | Terra batuda | Margaret Court     | Rosemary Casals Billie Jean King     | 6−2, 6−8, 7−5       |
| Guanyadora | 41.  | 4 de maig de 1970      | Guildford                           | Terra batuda | Margaret Court     | Karen Krantzcke Pat Walkden          | 6−0, 7−9, 6−4       |
| Guanyadora | 42.  | 8 de juny de 1970      | Bristol                             | Gespa        | Margaret Court     | Karen Krantzcke Kerry Melville       | 6−2, 6−3            |
| Guanyadora | 43.  | 6 de juliol de 1970    | Newport, Regne Unit                 | Gespa        | Rosemary Casals    | Ann Haydon-Jones Patti Hogan         | 6−3, 6−2            |
| Finalista  | 21.  | 13 de juliol de 1970   | Hoylake                             | Gespa        | Julie Heldman      | Karen Krantzcke Kerry Melville       | 2−6, 10−12          |
| Guanyadora | 44.  | 2 de setembre de 1970  | US Open, Estats Units               | Gespa        | Margaret Court     | Rosemary Casals Virginia Wade        | 6−3, 6−4            |
| Finalista  | 22.  | 28 de setembre de 1970 | Berkeley (3)                        | Dura         | Patti Hogan        | Lesley Hunt Kristy Pigeon            | 2−6, 3−6            |
| Finalista  | 23.  | 18 de març de 1971     | Detroit, Estats Units               | Moqueta (i)  | Peaches Bartkowicz | Mary-Ann Eisel Valerie Ziegenfuss    | 6−2, 2−6, 3−6       |
| Finalista  | 24.  | 5 d'abril de 1971      | St. Petersburg, Estats Units        | Terra batuda | Julie Heldman      | Françoise Dürr Ann Haydon-Jones      | 6−7, 6−3, 3−6       |
| Finalista  | 25.  | 22 d'abril de 1971     | San Diego, Estats Units             | Dura         | Françoise Dürr     | Rosemary Casals Billie Jean King     | 7−6, 2−6, 3−6       |
| Guanyadora | 45.  | 19 de juliol de 1971   | Leicester, Regne Unit               | Gespa        | Evonne Goolagong   | Barbara Hawcroft Patti Hogan         | 8−6, 6−4            |
| Guanyadora | 46.  | 28 de juliol de 1971   | Venècia, Itàlia                     | Terra batuda | Rosemary Casals    | Gail Sherriff Françoise Dürr         | 3−6, 6−4, 6−4       |
| Finalista  | 26.  | 2 d'agost de 1971      | Houston                             | Moqueta (i)  | Françoise Dürr     | Rosemary Casals Billie Jean King     | 3−6, 6−1, 2−6       |
| Guanyadora | 47.  | 9 d'agost de 1971      | Indianàpolis, Estats Units          | Terra batuda | Billie Jean King   | Julie Heldman Linda Tuero            | 6−1, 6−2            |
| Guanyadora | 48.  | 16 d'agost de 1971     | Chicago, Estats Units               | Moqueta (i)  | Françoise Dürr     | Rosemary Casals Billie Jean King     | 6−4, 7−6            |
| Guanyadora | 49.  | 28 d'agost de 1971     | Newport, Estats Units               | Gespa        | Françoise Dürr     | Kerry Harris Kerry Melville          | 6−2, 6−1            |
| Guanyadora | 50.  | 1 de setembre de 1971  | US Open (2)                         | Gespa        | Rosemary Casals    | Gail Sherriff Françoise Dürr         | 6−3, 6−3            |
| Guanyadora | 51.  | 14 de setembre de 1971 | Louisville, Estats Units            | Terra batuda | Françoise Dürr     | Kerry Melville Betty Stöve           | 2−6, 6−4, 6−3       |
| Finalista  | 27.  | 20 de setembre de 1971 | Los Angeles, Estats Units           | Dura         | Françoise Dürr     | Rosemary Casals Billie Jean King     | 3−6, 2−6            |
| Finalista  | 28.  | 27 de setembre de 1971 | Phoenix, Estats Units               | Dura (i)     | Françoise Dürr     | Rosemary Casals Billie Jean King     | 3−6, 2−6            |
| Finalista  | 29.  | 1 de desembre de 1971  | Christchurch, Nova Zelanda          | Gespa        | Françoise Dürr     | Rosemary Casals Billie Jean King     | 3−6, 8−9            |
| Finalista  | 30.  | 12 de gener de 1972    | San Francisco, Estats Units         | Dura         | Françoise Dürr     | Rosemary Casals Virginia Wade        | 3−6, 7−5, 2−6       |
| Finalista  | 31.  | 24 de gener de 1972    | Hingham, Estats Units               | Moqueta (i)  | Françoise Dürr     | Rosemary Casals Virginia Wade        | 6−2, 3−6, 6−7(4)    |
| Guanyadora | 52.  | 1 de febrer de 1972    | Fort Lauderdale (2)                 | Terra batuda | Françoise Dürr     | Nancy Richey-Gunter Virginia Wade    | 6−3, 6−2            |
| Finalista  | 32.  | 16 de febrer de 1972   | Oklahoma City, Estats Units         | Moqueta (i)  | Françoise Dürr     | Rosemary Casals Billie Jean King     | 7−6(4), 6−7(2), 2−6 |
| Finalista  | 33.  | 24 de febrer de 1972   | Bethesda, Estats Units              | Moqueta (i)  | Françoise Dürr     | Wendy Overton Valerie Ziegenfuss     | 5−7, 2−6            |
| Guanyadora | 53.  | 28 de febrer de 1972   | Birmingham                          | Moqueta (i)  | Françoise Dürr     | Rosemary Casals Kerry Melville       | 6−1, 6−1            |
| Finalista  | 34.  | 6 de març de 1972      | Dallas, Estats Units                | Moqueta (i)  | Françoise Dürr     | Rosemary Casals Billie Jean King     | 3−6, 6−4, 5−7       |
| Finalista  | 35.  | 20 de març de 1972     | Richmond, Estats Units              | Terra batuda | Karen Krantzcke    | Rosemary Casals Billie Jean King     | 5−7, 6−7            |
| Finalista  | 36.  | 27 de març de 1972     | San Juan, Puerto Rico               | Dura         | Karen Krantzcke    | Rosemary Casals Billie Jean King     | 2−6, 3−6            |
| Guanyadora | 54.  | 4 d'abril de 1972      | Jacksonville, Estats Units          | Terra batuda | Karen Krantzcke    | Vicky Berner Billie Jean King        | 7−5, 6−1            |
| Finalista  | 37.  | 11 d'abril de 1972     | St. Petersburg, Estats Units        | Terra batuda | Karen Krantzcke    | Wendy Overton Françoise Dürr         | 5−7, 4−6            |
| Finalista  | 38.  | 17 d'abril de 1972     | Tucson, Estats Units                | Dura         | Françoise Dürr     | Kerry Harris Karen Krantzcke         | 3−6, 7−6, 3−6       |
| Finalista  | 39.  | 1 de maig de 1972      | Indianàpolis                        | Moqueta (i)  | Françoise Dürr     | Rosemary Casals Karen Krantzcke      | 2−6, 3−6            |
| Finalista  | 40.  | 19 de juny de 1972     | Eastbourne                          | Gespa        | Françoise Dürr     | Lesley Hunt Betty Stöve              | 4−6, 8−6, 3−6       |
| Finalista  | 41.  | 26 de juny de 1972     | Wimbledon (2)                       | Gespa        | Françoise Dürr     | Billie Jean King Betty Stöve         | 2−6, 6−4, 3−6       |
| Guanyadora | 55.  | 10 de juliol de 1972   | Newport (2)                         | Gespa        | Betty Stöve        | Kerry Harris Kerry Melville          | 7−5, 6−4            |
| Finalista  | 42.  | 26 de maig de 1975     | Surbiton                            | Gespa        | Lindsay Blachford  | Patti Hogan Greer Stevens            | 9−7, 1−6, 7−9       |
| Guanyadora | 56.  | 2 de juny de 1975      | Chichester, Regne Unit              | Gespa        | Karen Krantzcke    | Patti Hogan Greer Stevens            | 4−6, 6−1, 6−4       |
| Finalista  | 43.  | 9 de juny de 1975      | Beckenham                           | Gespa        | Karen Krantzcke    | Linky Boshoff Patti Hogan            | 6−3, 7−9, 5−7       |

### Dobles mixts: 15 (6−9)
| Títols per superfície |
| --------------------- |
| Dura (0−1)            |
| Gespa (0−8)           |
| Terra batuda (0−0)    |
| Moqueta (0−0)         |

| Resultat  | Núm. | Data                   | Torneig                                 | Superfície | Parella         | Oponents                           | Marcador       |
| --------- | ---- | ---------------------- | --------------------------------------- | ---------- | --------------- | ---------------------------------- | -------------- |
| Finalista | 1.   | 28 d'agost de 1963     | US National Championships, Estats Units | Gespa      | Ed Rubinoff     | Margaret Smith Ken Fletcher        | 6−3, 6−8, 2−6  |
| Finalista | 2.   | 2 de setembre de 1964  | US National Championships (2)           | Gespa      | Ed Rubinoff     | Margaret Smith John Newcombe       | 8−10, 6−4, 3−6 |
| Finalista | 3.   | 21 de juny de 1965     | Wimbledon Championships, Regne Unit     | Gespa      | Tony Roche      | Margaret Smith Ken Fletcher        | 10−12, 3−6     |
| Finalista | 4.   | 3 de setembre de 1965  | US National Championships (3)           | Gespa      | Frank Froehling | Margaret Smith Fred Stolle         | 4−6, 4−6       |
| Finalista | 5.   | 20 de gener de 1967    | Australian Championships, Austràlia     | Gespa      | Tony Roche      | Lesley Turner Owen Davidson        | 7−9, 4−6       |
| Finalista | 6.   | 23 de setembre de 1968 | Berkeley, Estats Units                  | Dura       | Jim McManus     | Margaret Smith Stan Smith          | 10−8, 2−6, 2−6 |
| Finalista | 7.   | 23 de juny de 1969     | Wimbledon (2)                           | Gespa      | Tony Roche      | Ann Haydon-Jones Fred Stolle       | 2−6, 3−6       |
| Finalista | 8.   | 6 de juliol de 1970    | Newport, Regne Unit                     | Gespa      | Owen Davidson   | Rosemary Casals Cliff Drysdale     | 7−5, 3−6, 3−6  |
| Finalista | 9.   | 2 de setembre de 1970  | US Open (4)                             | Gespa      | Frew McMillan   | Margaret Smith Court Marty Riessen | 4−6, 4−6       |

### Equips: 3 (2−1)
| Resultat   | Núm. | Data                | Torneig                                          | Superfície   | Equip                         | Oponents                                      | Marcador |
| ---------- | ---- | ------------------- | ------------------------------------------------ | ------------ | ----------------------------- | --------------------------------------------- | -------- |
| Guanyadora | 1.   | 18 de gener de 1965 | Copa Federació, Melbourne, Austràlia             | Gespa        | Margaret Smith Lesley Turner  | Carole Graebner Billie Jean Moffitt           | 2−1      |
| Finalista  | 1.   | 25 de maig de 1969  | Copa Federació, Atenes, Grècia                   | Terra batuda | Kerry Melville Margaret Smith | Peaches Bartkowicz Julie Heldman Nancy Richey | 1−2      |
| Guanyadora | 2.   | 24 de maig de 1970  | Copa Federació, Friburg, Alemanya Occidental (2) | Terra batuda | Karen Krantzcke               | Helga Hösl Helga Niessen                      | 3−0      |

## Trajectòria

### Individual
| Torneig | 1957 | 1958 | 1959 | 1960 | 1961 | 1962 | 1963 | 1964 | 1965 | 1966 | 1967 | 1968 | 1969 | 1970 | 1971 | 1972 | 1973 | 1974 | 1975 | 1976 | 1977 | 1977 | Títols |
| --- | ---- | ---- | ---- | ---- | ---- | ---- | ---- | ---- | ---- | ---- | ---- | ---- | ---- | ---- | ---- | ---- | ---- | ---- | ---- | ---- | ---- | ---- | ------ |
| Australian Championships                                                                                                   | 1R   | 1R   | 1R   | A    | 3R   | QF   | 2R   | QF   | QF   | QF   | QF   | SF   | 1R   | QF   | A    | A    | A    | QF   | A    | 1R   | 1R   | QF   | 0 / 17 |
| Internationaux de France                                                                                                   | A    | A    | A    | A    | A    | 3R   | 2R   | 4R   | A    | 4R   | 4R   | A    | A    | 2R   | A    | 2R   | A    | A    | A    | A    | A    | A    | 0 / 7  |
| Wimbledon | A    | A    | A    | A    | A    | 4R   | 3R   | 4R   | 3R   | 4R   | QF   | F    | QF   | 4R   | SF   | 3R   | A    | A    | 2R   | A    | A    | A    | 0 / 12 |
| US Championships | A    | A    | A    | A    | A    | 2R   | 4R   | 4R   | 3R   | 3R   | 4R   | QF   | A    | 4R   | QF   | A    | A    | A    | A    | A    | A    | A    | 0 / 9  |
| Llegenda: G: Guanyadora; F: Finalista; SF: Semifinalista; QF: Quarts de final; Q: Qualificació; A: Absent; RR: Round Robin |      |      |      |      |      |      |      |      |      |      |      |      |      |      |      |      |      |      |      |      |      |      |        |

### Dobles femenins
| Torneig | 1957 | 1958 | 1959 | 1960 | 1961 | 1962 | 1963 | 1964 | 1965 | 1966 | 1967 | 1968 | 1969 | 1970 | 1971 | 1972 | 1973 | 1974 | 1975 | 1976 | 1977 | 1977 | 1978 | Títols |
| --- | ---- | ---- | ---- | ---- | ---- | ---- | ---- | ---- | ---- | ---- | ---- | ---- | ---- | ---- | ---- | ---- | ---- | ---- | ---- | ---- | ---- | ---- | ---- | ------ |
| Australian Championships                                                                                                   | 1R   | 1R   | QF   | A    | SF   | SF   | SF   | G    | QF   | SF   | G    | F    | G    | G    | A    | A    | A    | SF   | SF   | 2R   | 1R   | QF   | 1R   | 4 / 19 |
| Internationaux de France                                                                                                   | A    | A    | A    | A    | A    | 3R   | QF   | QF   | A    | G    | SF   | A    | A    | SF   | A    | SF   | A    | A    | A    | A    | A    | A    | A    | 1 / 7  |
| Wimbledon | A    | A    | A    | A    | A    | QF   | SF   | 3R   | 2R   | F    | SF   | SF   | G    | SF   | 3R   | F    | A    | A    | 1R   | A    | 2R   | 2R   | 3R   | 1 / 14 |
| US Championships | A    | A    | A    | A    | A    | A    | A    | A    | A    | A    | A    | 4R   | A    | G    | G    | A    | A    | A    | A    | A    | A    | A    | A    | 2 / 3  |
| Llegenda: G: Guanyadora; F: Finalista; SF: Semifinalista; QF: Quarts de final; Q: Qualificació; A: Absent; RR: Round Robin |      |      |      |      |      |      |      |      |      |      |      |      |      |      |      |      |      |      |      |      |      |      |      |        |

### Dobles mixts
| Australian Championships                                                                                                   | 1R | A | A | QF | QF | 2R | QF | SF | G  | F  | QF | QF | No celebrat | No celebrat | No celebrat | No celebrat | No celebrat | No celebrat | No celebrat | No celebrat | No celebrat | No celebrat | No celebrat | No celebrat | No celebrat | No celebrat | No celebrat | No celebrat | No celebrat | 1 / 10 |
| Internationaux de France                                                                                                   | A  | A | A | A  | SF | SF | 3R | A  | SF | QF | A  | A  | QF          | A           | QF          | A           | A           | A           | A           | A           | A           | A           | A           | A           | A           | A           | A           | A           | A           | 0 / 7  |
| Wimbledon | A  | A | A | A  | 2R | 2R | 4R | F  | 4R | 4R | 2R | F  | SF          | SF          | QF          | A           | A           | QF          | A           | QF          | QF          | 2R          | A           | A           | A           | A           | A           | 1R          | 1R          | 0 / 16 |
| US Championships | A  | A | A | A  | A  | F  | F  | F  | QF | A  | A  | A  | F           | SF          | A           | A           | A           | A           | A           | A           | A           | A           | A           | A           | A           | A           | A           | A           | A           | 0 / 6  |
| Llegenda: G: Guanyadora; F: Finalista; SF: Semifinalista; QF: Quarts de final; Q: Qualificació; A: Absent; RR: Round Robin |    |   |   |    |    |    |    |    |    |    |    |    |             |             |             |             |             |             |             |             |             |             |             |             |             |             |             |             |             |        |